# María Guerrero

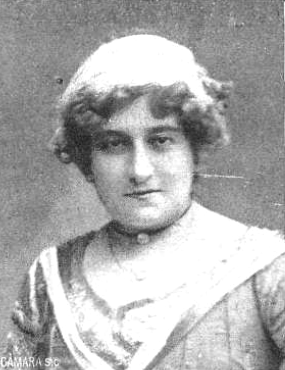
María Guerrero

María Guerrero Torija (* 17. April 1867 in Madrid; † 23. Januar 1928 ebenda) war eine spanische Schauspielerin.

## Leben
Sie studierte Schauspiel bei Teodora Lamadrid und debütierte 1885. Als Hauptdarstellerin in klassischen Stücken des Goldenen Zeitalters und in zeitgenössischen Werken von José Echegaray hatte sie großen Erfolg. Später studierte sie auch in Paris bei dem Schauspieler und Regisseur Benoît-Constant Coquelin und trat dort zusammen mit Sarah Bernhardt auf.
Sie heiratete den Schauspieler Fernando Díaz de Mendoza y Aguado, einen verarmten spanischen Granden, mit dem sie eine eigene Kompanie gründet. Die Kompanie war sehr erfolgreich sowohl in Spanien als auch in Buenos Aires, Argentinien, wohin sie 1897 übersiedelte. Später kehrte sie nach Madrid zurück, wo sie am 23. Januar 1928 starb.
In Madrid ist heute ein Theater nach ihr benannt, das Teatro María Guerrero, das eine der beiden Bühnen des Centro Dramático Nacional ist.
María Guerrero war die Großmutter des Schauspielers Fernando Fernán Gómez.